# Fabio Turchi
Fabio Turchi (Firenze, 24 luglio 1993) è un pugile italiano.

## Biografia
Nato nel capoluogo toscano è il figlio dell'ex pugile e campione italiano Leonardo Turchi.

## Carriera

### Dilettanti
Debutta nei dilettanti nel 2008 a soli 15 anni e nella sua carriera da dilettante disputa 115 match con sole 7 sconfitte tra cui si annoverano un bronzo ai mondiali giovanili e un argento alla prima edizione delle olimpiadi giovanili perdendo in finale contro il cubano Lenier Pero. Vanta la vittoria di un oro nei pesi massimi leggeri ai Giochi del Mediterraneo di Mersin 2013.

### Professionisti
Soprannominato "The Stone Crusher" esordisce nel professionismo il 31 ottobre 2015 vincendo al primo round per KO. Il 23 dicembre 2016 mettendo al tappeto Maurizio Lovaglio conquista il titolo italiano dei massimi leggeri. 
Il 15 luglio 2017 battendo César David Crenz vince il primo titolo WBC Silver. 
Il 26 aprile 2019 a Firenze disputa il match per il titolo internazionale vacante massimi leggeri WBC contro il finlandese Sami Enbom, incontro che termina al primo round con un ko e regala il titolo al pugile fiorentino.
L'11 luglio 2019 salta l'incontro previsto con Tommy McCarthy al Foro Italico di Roma per difendere il titolo internazionale WBC dei pesi massimi leggeri, causa dolore al bicipite destro viene sostituito da Francesco Cataldo. L'11 ottobre 2019 a Trento viene organizzato nuovamente l'incontro annullato quattro mesi prima perdendo il titolo per split decision contro il nordirlandese.
Il 23 ottobre 2020, dopo ben un anno di distanza dalla sconfitta con McCarthy, vince all'Allianz Cloud di Milano il primo titolo internazionale IBF di categoria battendo il lettone Nikolajs Grisunins ai punti. Sempre all'Allianz Cloud di Milano il 16 aprile 2021 vince, sconfiggendo ai punti il francese Dylan Bregeon, la cintura vacante EBU valevole per il titolo di campione dell'Unione europea.
Turchi viene ufficialmente considerato sfidante mandatario del possessore della cintura EBU, Chris Billam Smith , nell'attesa che il britannico effettui un incontro volontario per lo stesso titolo Fabio Turchi incontra l'11 dicembre 2021 a Milano un pugile di secondo piano, Vukasin Obradovic, sulla lunghezza di 6 round vincendo per KO tecnico già alla prima ripresa. Decide poi di rinunciare all'incontro per la cintura di campione europeo EBU, lasciando così anche il titolo dell'Unione Europea dei Massimi Leggeri, per un combattimento di alta caratura contro Richard Riakporhe nel main event del 26 Marzo 2022 presso la Wembley Arena di Londra, che l'avrebbe portarlo, in caso di vittoria, ad avere aspirazioni di una cintura mondiale. A causa del Covid-19, e del conseguente mancato allenamento, Fabio Turchi ha dichiarato a febbraio di non poter sfidare Riakporhe come previsto , sostituito quindi dall'imbattuto Deion Jumah. A meno di 3 mesi dall'incontro saltato viene organizzato nuovamente l'11 giugno 2022, sempre presso la Wembley Arena, l'incontro tra Fabio Turchi e Richard Riakporhe  (che nel frattempo ha sconfitto il connazionale Jumah).
Ad un controllo antidoping del giugno 2022, disposto dalla UK Anti-Doping, è risultato positivo alle sostanze SARMS LGD-4033 (Ligandrolo) metabolita Dihydroxy-LGD-403 e GW 1516 Metaboliti (GW1516 Sulfone e GW1516 Sulfoxide), vietate dalla WADA. La Procura Nazionale Antidoping ha pertanto aperto un procedimento contro di lui e formulato un'istanza di spospensione cautelare, accolta dal Tribunale Nazionale Antidoping nel settembre 2022. Nel gennaio 2023 è stato poi definitivamente assolto e ritenuto in buona fede.

## Risultati nel pugilato
| Risultato | Record | Avversario             | Metodo              | Data             | Round | Città      | Note                                                             |
| --------- | ------ | ---------------------- | ------------------- | ---------------- | ----- | ---------- | ---------------------------------------------------------------- |
| Vittoria  | 20-1   | Vukasin Obradovic      | KO Tecnico          | 11 dicembre 2021 | 1     | Milano     |                                                                  |
| Vittoria  | 19–1   | Dylan Bregeon          | Decisione (unanime) | 16 aprile 2021   | 12    | Milano     | Vince il titolo dell'Unione europea dei pesi massimi leggeri EBU |
| Vittoria  | 18–1   | Nikolajs Grisunins     | Decisione (unanime) | 23 ottobre 2020  | 10    | Milano     | Vince il titolo internazionale dei pesi massimi leggeri IBF      |
| Sconfitta | 17–1   | Tommy McCarthy         | Decisione (divisa)  | 11 ottobre 2019  | 12    | Trento     | Perde il titolo internazionale dei pesi massimi leggeri WBC      |
| Vittoria  | 17–0   | Sami Enbom             | KO                  | 26 aprile 2019   | 1     | Firenze    | Vince il titolo internazionale dei pesi massimi leggeri WBC      |
| Vittoria  | 16–0   | Tony Conquest          | KO                  | 30 novembre 2018 | 7     | Firenze    | Mantiene il titolo dei pesi massimi leggeri WBC Silver           |
| Vittoria  | 15–0   | Yassine Habachi        | Decisione (unanime) | 6 luglio 2018    | 6     | Milano     |                                                                  |
| Vittoria  | 14–0   | Dario German Balmaceda | KO tecnico          | 2 febbraio 2018  | 1     | Firenze    | Mantiene il titolo dei pesi massimi leggeri WBC Silver           |
| Vittoria  | 13–0   | Demetrius Banks        | KO tecnico          | 1º dicembre 2017 | 4     | Providence |                                                                  |
| Vittoria  | 12–0   | Cesar David Crenz      | KO                  | 15 luglio 2017   | 4     | Sequals    | Vince il titolo dei pesi massimi leggeri WBC Silver              |
| Vittoria  | 11–0   | Tamas Kozma            | KO tecnico          | 2 giugno 2017    | 4     | Brescia    |                                                                  |
| Vittoria  | 10–0   | Isossa Mondo           | PTS                 | 11 marzo 2017    | 6     | Siena      |                                                                  |
| Vittoria  | 9–0    | Maurizio Lovaglio      | KO tecnico          | 23 dicembre 2016 | 6     | Scandicci  | Vince il titolo italiano vacante dei pesi massimi leggeri        |
| Vittoria  | 8–0    | Arturs Kulikauskis     | Decisione (divisa)  | 5 novembre 2016  | 8     | Siena      |                                                                  |
| Vittoria  | 7–0    | Slobodan Culum         | KO tecnico          | 16 luglio 2016   | 1     | Sequals    |                                                                  |
| Vittoria  | 6–0    | Jiri Svacina           | Decisione (divisa)  | 24 giugno 2016   | 8     | Brescia    |                                                                  |
| Vittoria  | 5–0    | Toni Visic             | KO                  | 22 aprile 2016   | 2     | Firenze    |                                                                  |
| Vittoria  | 4–0    | Shalva Meleksishvili   | KO tecnico          | 18 marzo 2016    | 2     | Vicenza    |                                                                  |
| Vittoria  | 3–0    | Marko Martinjak        | KO tecnico          | 26 dicembre 2015 | 2     | Firenze    |                                                                  |
| Vittoria  | 2–0    | Gyorgy Novak           | KO tecnico          | 27 novembre 2015 | 1     | Scandicci  |                                                                  |
| Vittoria  | 1–0    | Adis Dadovic           | KO tecnico          | 31 ottobre 2015  | 1     | Ferrara    | Debutta tra i professionisti                                     |